# Rügen
Rügen (phát âm tiếng Đức: [ˈʁyːɡən], Rugia) là hòn đảo có diện tích lớn nhất tại Đức'. Hòn đảo nằm ngoài khơi bờ biển Pommern trên biển Baltic và thuộc về bang Mecklenburg-Vorpommern.
"Cửa ngõ" đến đảo Rügen là đô thị Stralsund. Hòn đảo được liên kết với lục địa thông qua đường bộ và đường sắt trên tuyến đường đắp cao Rügen và cầu Rügen qua phá Strelasund, phá này rộng hơn 2 km và có chiều dài tối đa 51,4 km (từ bắc xuống nam), chiều rộng lớn nhất là 42,8 km ở phía nam và có diện tích 926 km². Vùng bờ biển của Rügen có nhiều vịnh, cùng các bán đảo và mũi đất nhô ra. Tháng 6 năm 2011, UNESCO đã trao danh hiệu Di sản thế giới cho vườn quốc gia Jasmund, với các vùng cây sồi rộng lớn.
Đảo Rügen là một phần của huyện Vorpommern-Rügen với huyện lị đặt tại Stralsund. Các đô thị trên đảo Rügen là: Bergen auf Rügen, Sassnitz, Putbus và Garz/Rügen. Ngoài ra, trên đảo có các khu nghỉ dưỡng bên bờ biển Baltic như Binz, Sellin, Göhren, Baabe và Thiessow. Rügen được nhiều du khách biết đến với cảnh quan đa dạng, với những bãi biển cát kéo dài.

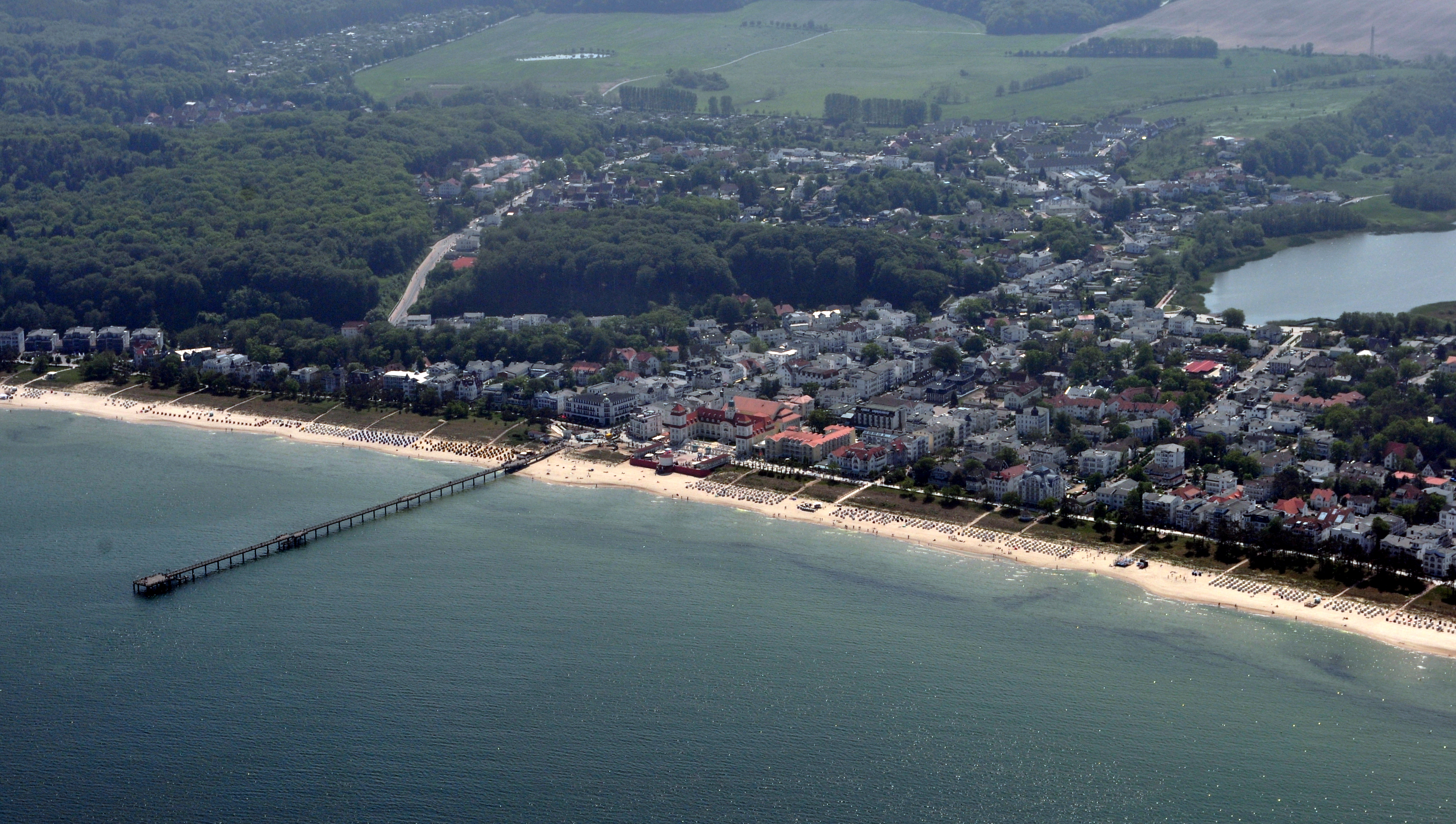
Binz
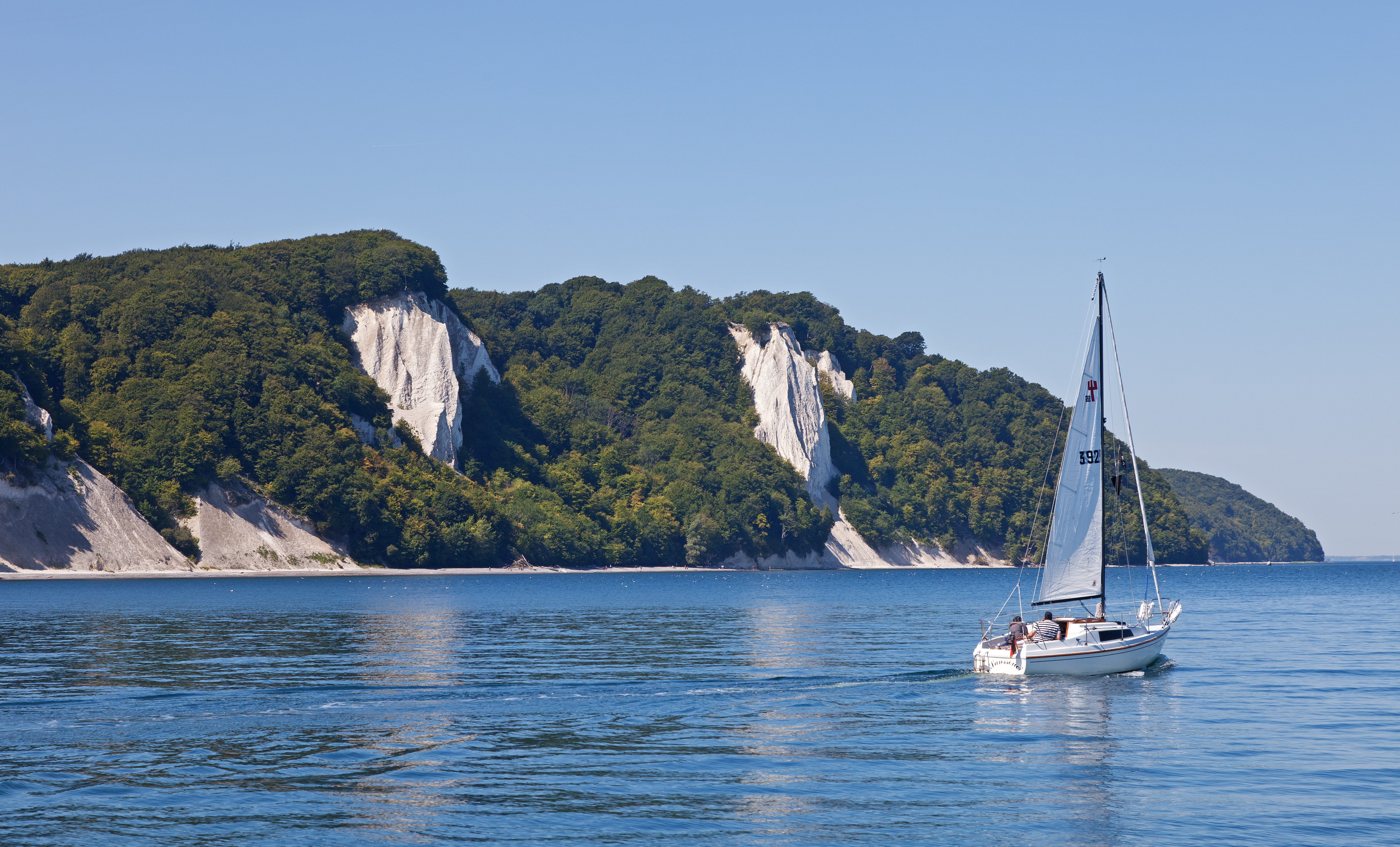
Jasmund National Park